# Vicugna pacos
L'alpaca (Vicugna pacos) è un mammifero della famiglia dei camelidi, originario del Sudamerica, addomesticato da migliaia di anni e allevato soprattutto per utilizzarne la pregiata fibra e, in misura minore, per il consumo della carne, svolgere attività didattiche, di intrattenimento (passeggiate) o terapeutiche (pet therapy).Oggi l'alpaca è allevato in tutto il mondo, sebbene la crianza sia effettuata più intensamente nelle zone del Sudamerica.
La produzione di fibra rimane di gran lunga l'attività prevalente ed economicamente più vantaggiosa. Il pelo, anallergico e setoso, ha un diametro di circa 15-25 µm, variabile da un individuo all'altro.

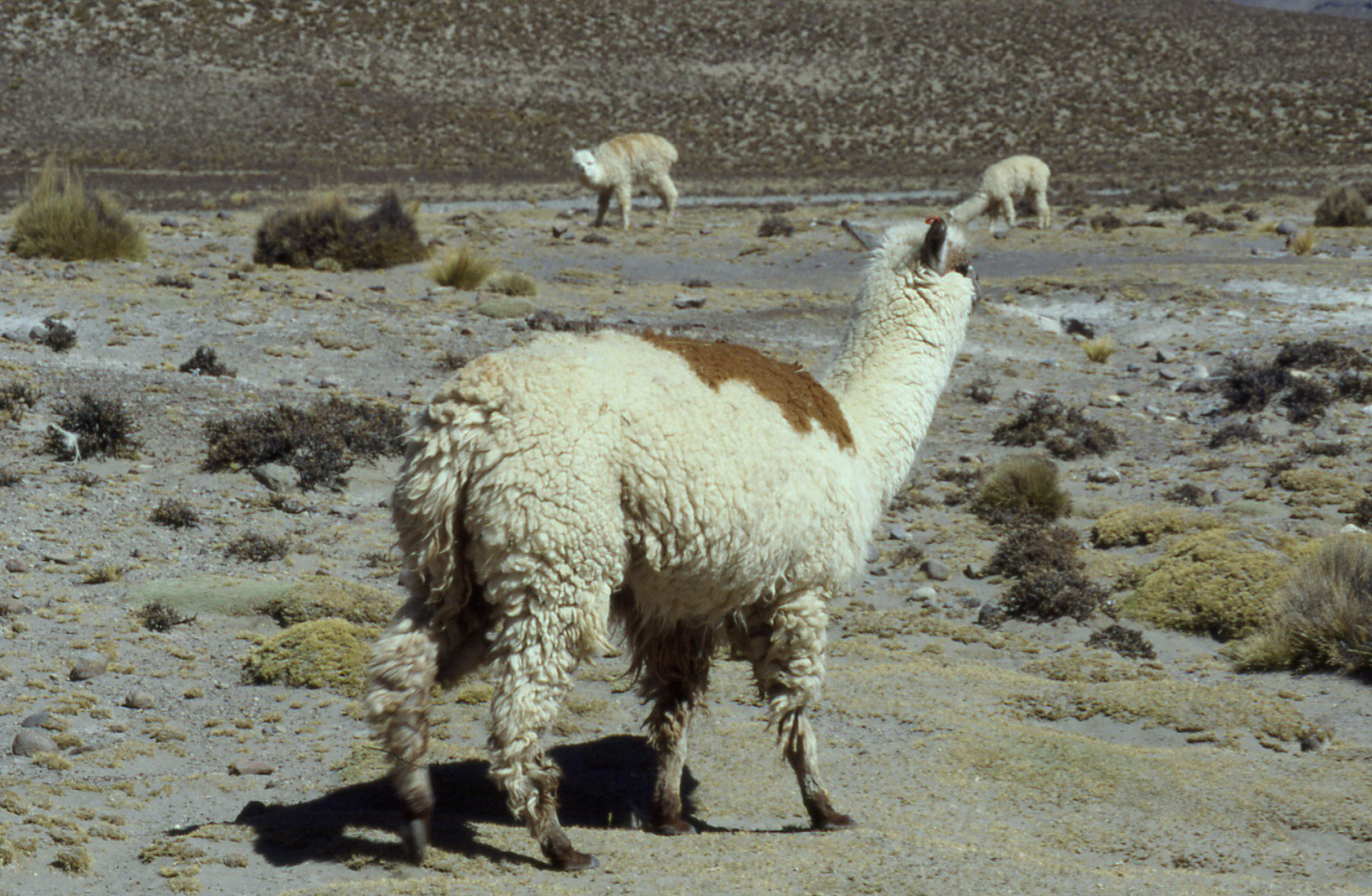
Alpaca pezzato

## Origine
La sua origine è rimasta per lungo tempo piuttosto incerta. Secondo alcuni autori si trattava di una razza domestica derivante dalla selezione della vigogna, mentre secondo altri derivava dalla selezione del guanaco. Secondo altri ancora, era il frutto di incroci selezionati tra guanachi e vigogne.
Quando furono assegnati i nomi scientifici ai camelidi sudamericani, tra il XVIII e il XIX secolo, si ritenne che l'alpaca derivasse dal lama. Del resto, molte difficoltà di classificazione erano dovute anche al fatto che le quattro specie si possono incrociare, producendo prole fertile. L'ibrido tra lama e alpaca si chiama huarizo. 
Dopo l'avvento delle nuove tecnologie, le analisi del DNA condotte nel 2001 e la presentazione di una ricerca per la Royal Society of London for the Improvement of Natural Knowledge, rivelarono che l'alpaca deriva dalla vigogna e non dal guanaco, antenato del lama. Di conseguenza il nome scientifico dell'alpaca fu cambiato da Lama pacos a Vicugna pacos.

## Descrizione
L'alpaca maschio generalmente non supera i 90 cm di altezza al garrese e i 75 kg di peso. La femmina ha dimensioni e peso inferiori. 
L'alpaca è una delle due specie domestiche di camelidi diffuse in Sudamerica; l'altra è il lama, mentre il guanaco e la vigogna sono selvatiche. A causa del folto pelo, l'aspetto ricorda una pecora, ma non è un ovino; infatti presenta numerose differenze, tra cui maggiori dimensioni, collo e zampe più lunghe, orecchie dritte e mobili.
L'alpaca è ruminante; come tutti i camelidi possiede tre stomaci per la digestione della fibra. In media ogni animale mangia circa un chilogrammo di vegetali e beve da tre a cinque litri d'acqua al giorno.
Esistono due razze di alpaca: la huacaya e la suri; quest'ultima rappresenta solo il 10% della popolazione degli alpaca nel mondo. La razza huacaya è quella maggiormente diffusa (85% del totale); il pelo cresce perpendicolarmente alla pelle (ossia dritto, simile a un peluche) e ha la groppa convessa. Il tutto gli conferisce un aspetto gradevole e rotondo. Nella razza alpaca suri il pelo, morbido e setoso, cade lungo il corpo e la groppa è dritta. Nonostante siano animali eleganti e posseggano un carattere timido e curioso al contempo, sono tendenzialmente molto schivi o addirittura diffidenti e si lasciano accarezzare solo se addestrati.
Gli alpaca sono gregari e vengono allevati in grandi mandrie; nei luoghi d'origine pascolano a un'altitudine compresa fra i 3500 e i 5000 metri, sulle Ande del Perù meridionale, della Bolivia settentrionale e del nord del Cile. Al contrario dei lama, gli alpaca sono allevati non come animali da soma ma per il loro vello pregiato, utilizzato per tessere capi di vario genere: maglie, sciarpe, ponchos, coperte e altro ancora.
Le femmine danno alla luce un solo piccolo (chiamato cria) l'anno; la gestazione dura circa 350 giorni e può eccezionalmente superare l'anno. I parti gemellari sono molto rari e spesso a esito fatale perché le crias nascono sottopeso. Sono però documentati casi eccezionali in cui uno o entrambi i nati sono sopravvissuti e hanno raggiunto uno sviluppo normale.
I piccoli nascono di solito la mattina, così il loro mantello può asciugarsi prima che arrivi il freddo notturno, molto intenso alle alte quote andine. Le madri non leccano i propri cuccioli; entro le primissime ore dalla nascita li nutrono, inizialmente con il colostro ricco di anticorpi, e poi con il latte. Occasionalmente, una fattrice può rifiutare il proprio piccolo, che deve perciò essere alimentato artificialmente.
L'alpaca adeguatamente addestrato si presta a essere utilizzato come animale da passeggio o per l'alpaca-terapia, trovando impiego con bambini, malati e anziani.

## Fibra di alpaca
Gli alpaca vengono tosati una volta all'anno, in tarda primavera. Un'alpaca femmina produce circa 2,5 kg di fibra, mentre un alpaca maschio può arrivare a produrne anche 4 kg all'anno. La fibra di alpaca è solo apparentemente simile alla lana di pecora. Infatti, è molto più leggera, morbida e calda. È apprezzata per la brillantezza e per la leggerezza, è priva di lanolina, non infeltrisce e non dà allergie, ma contiene cheratina che viene usata anche per produrre cosmetici. 
Il pelo dell'animale può assumere circa 22 colorazioni naturali, dal bianco fino alle infinite gradazioni che vanno verso il marrone e il nero. Il manto può presentarsi anche pezzato, maculato, o sfumato dalla radice del pelo fino all'estremità. L'etichettatura tessile è WP.